# Ивайло Джамбазов
Ивайло Иванов Джамбазов е български актьор и режисьор.

## Биография
Роден е в София на 26 август 1959 г., в семейството на актьорите Иван Джамбазов и Златина Дончева. Като дете участва в различни детски български филми, става известен с ролите си на Васко от „Петимата от Моби Дик“, Теди от „Таралежите се раждат без бодли“, Ивайло от „С деца на море“.
През 1984 г. завършва кинорежисура във ВГИК Москва.
Работи като режисьор в БНТ от 1993.
Създава игрални и документални филми за малкия и големия екран, сред които „Моцартова соната“, „А сега към морето“, „Брачни шеги“, „Гиллотина за еднократна употреба“ и редица други.
Член на S.O.S.-Киндердорф-интернационал (1987) и на СБФД (1989).
Самоубива се на 20 май 2009 г. в София.

## Награди и отличия
- Почетен диплом за „А сега към морето“ на VII Международен фестивал на комедийния филм (Габрово, 1993).

## Театрална постановка
- 1989 – „Частен детектив“ от (Питър Шафър)

### Телевизионен театър
- „Черната стрела“ (1974) (Йордан Добрев)

## Филмография
Като режисьор
| Година | Филми и Сериали             | Серии                        |
| ------ | --------------------------- | ---------------------------- |
| 2006   | Писмо до Дядо Коледа (тв)   |                              |
| 2004   | Легенда за белия глиган     |                              |
| 2003   | Резерват за розови пеликани |                              |
| 2003   | Наблюдателя                 |                              |
| 1995   | Нощта на самодивите         |                              |
| 1995   | Трафик                      |                              |
| 1989   | Брачни шеги                 | новелата „Моцартова соната“  |
| 1989   | Разводи, разводи            | новелата „А сега към морето“ |

Като сценарист
| Година | Филми                       |
| ------ | --------------------------- |
| 2004   | Резерват за розови пеликани |

Като актьор
| Година      | Филми и Сериали                | Серии    | Роля                                                                |
| ----------- | ------------------------------ | -------- | ------------------------------------------------------------------- |
| 1986        | Ешелоните на смъртта           |          |                                                                     |
| 1975        | При никого                     |          | Петко                                                               |
| 1965 – 1974 | Произшествие на сляпата улица  | 6        | Петьо, синът на Стефан Радев (във 3-та серия: „Самопризнание“-1974) |
| 1972        | С деца на море                 | 2 новели | Ивайло в новелата „Фотолюбител“                                     |
| 1971        | Таралежите се раждат без бодли | 3 новели | Теди в новелата „Тревожно явление“                                  |
| 1970        | Петимата от „Моби Дик“         |          | Васко                                                               |